# Office for National Statistics

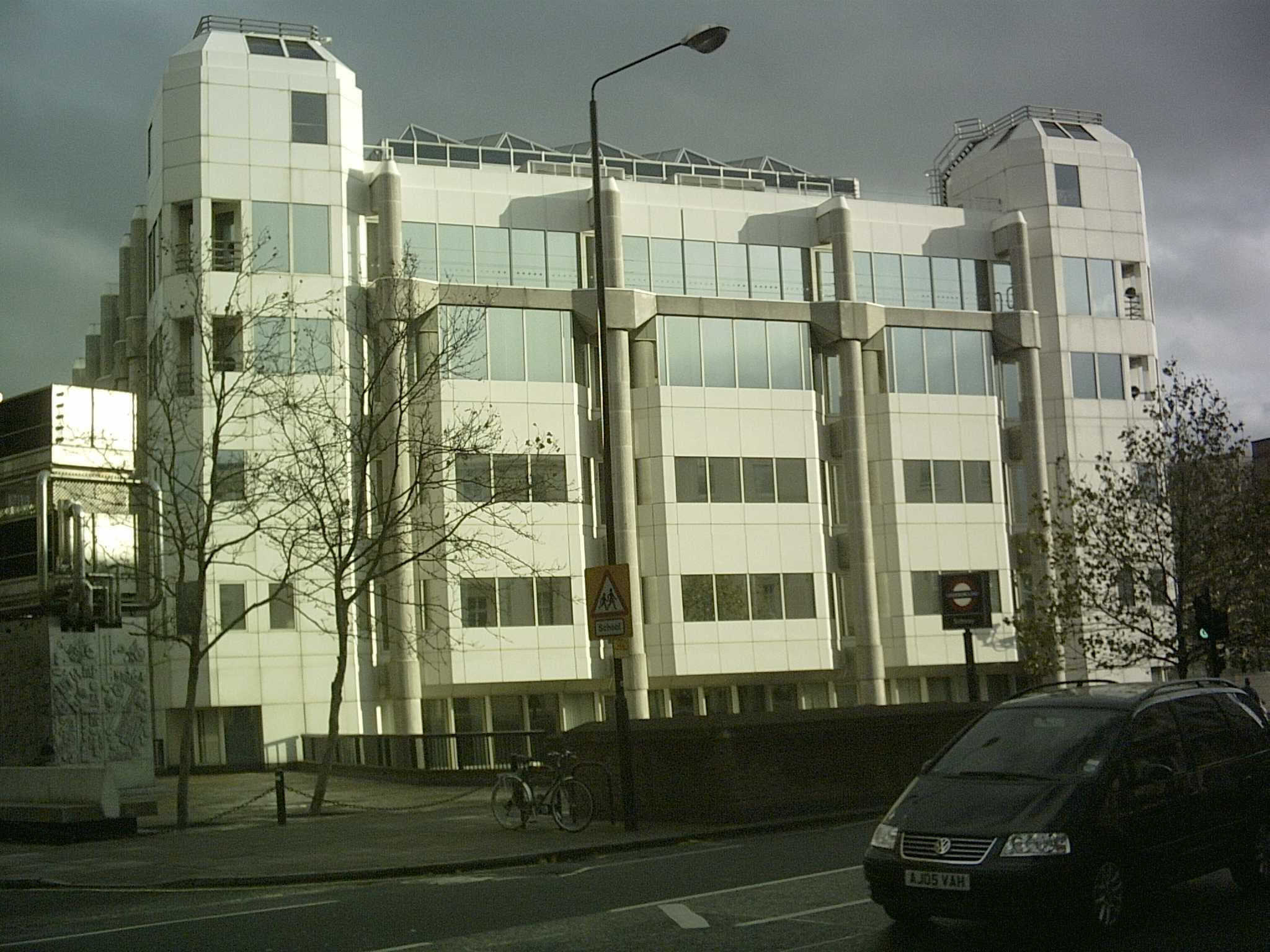
Office for National Statistics (2005)

Das Office for National Statistics (ONS; deutsch „Amt für nationale Statistik“) ist eine Behörde im Vereinigten Königreich, die mit der Sammlung und Veröffentlichung von Statistiken in den Bereichen Wirtschaft, Bevölkerung und Gesellschaft auf nationaler und lokaler Ebene betraut ist. Aus historischen Gründen gehört zu ihm auch das General Register Office und ist daher auch für die Erfassung von Geburten, Sterbefällen und Heiraten in England und Wales verantwortlich.
Das ONS wurde am 1. April 1996 durch den Zusammenschluss des Central Statistical Office (CSO), des Office of Population Censuses and Surveys (OPCS) und der statistischen Abteilungen des (abgewickelten) Department of Employment gegründet.
Sitz des ONS ist in Pimlico, London, mit anderen Büros in Newport, Titchfield in Hampshire und Southport.
Grundlage vieler ONS-Statistiken ist (neben dem Urban Area Code) die im Jahr 2011 durch das GSS-System abgelöste ONS-Kodierung:
| GSS Code  | ONS Code | Name                             | Entität               | Kreis (England)    | Region                   |
| --------- | -------- | -------------------------------- | --------------------- | ------------------ | ------------------------ |
| E09000001 | 00AA     | City of London                   | London borough        |                    | London                   |
| E09000002 | 00AB     | Barking and Dagenham             | London borough        |                    | London                   |
| E09000003 | 00AC     | Barnet                           | London borough        |                    | London                   |
| E09000004 | 00AD     | Bexley                           | London borough        |                    | London                   |
| E09000005 | 00AE     | Brent                            | London borough        |                    | London                   |
| E09000006 | 00AF     | Bromley                          | London borough        |                    | London                   |
| E09000007 | 00AG     | Camden                           | London borough        |                    | London                   |
| E09000008 | 00AH     | Croydon                          | London borough        |                    | London                   |
| E09000009 | 00AJ     | Ealing                           | London borough        |                    | London                   |
| E09000010 | 00AK     | Enfield                          | London borough        |                    | London                   |
| E09000011 | 00AL     | Greenwich                        | London borough        |                    | London                   |
| E09000012 | 00AM     | Hackney                          | London borough        |                    | London                   |
| E09000013 | 00AN     | Hammersmith and Fulham           | London borough        |                    | London                   |
| E09000014 | 00AP     | Haringey                         | London borough        |                    | London                   |
| E09000015 | 00AQ     | Harrow                           | London borough        |                    | London                   |
| E09000016 | 00AR     | Havering                         | London borough        |                    | London                   |
| E09000017 | 00AS     | Hillingdon                       | London borough        |                    | London                   |
| E09000018 | 00AT     | Hounslow                         | London borough        |                    | London                   |
| E09000019 | 00AU     | Islington                        | London borough        |                    | London                   |
| E09000020 | 00AW     | Kensington and Chelsea           | London borough        |                    | London                   |
| E09000021 | 00AX     | Kingston upon Thames             | London borough        |                    | London                   |
| E09000022 | 00AY     | Lambeth                          | London borough        |                    | London                   |
| E09000023 | 00AZ     | Lewisham                         | London borough        |                    | London                   |
| E09000024 | 00BA     | Merton                           | London borough        |                    | London                   |
| E09000025 | 00BB     | Newham                           | London borough        |                    | London                   |
| E09000026 | 00BC     | Redbridge                        | London borough        |                    | London                   |
| E09000027 | 00BD     | Richmond upon Thames             | London borough        |                    | London                   |
| E09000028 | 00BE     | Southwark                        | London borough        |                    | London                   |
| E09000029 | 00BF     | Sutton                           | London borough        |                    | London                   |
| E09000030 | 00BG     | Tower Hamlets                    | London borough        |                    | London                   |
| E09000031 | 00BH     | Waltham Forest                   | London borough        |                    | London                   |
| E09000032 | 00BJ     | Wandsworth                       | London borough        |                    | London                   |
| E09000033 | 00BK     | Westminster                      | London borough        |                    | London                   |
| E08000001 | 00BL     | Bolton                           | Metropolitan district | Greater Manchester | North West England       |
| E08000002 | 00BM     | Bury                             | Metropolitan district | Greater Manchester | North West England       |
| E08000003 | 00BN     | Manchester                       | Metropolitan district | Greater Manchester | North West England       |
| E08000004 | 00BP     | Oldham                           | Metropolitan district | Greater Manchester | North West England       |
| E08000005 | 00BQ     | Rochdale                         | Metropolitan district | Greater Manchester | North West England       |
| E08000006 | 00BR     | Salford                          | Metropolitan district | Greater Manchester | North West England       |
| E08000007 | 00BS     | Stockport                        | Metropolitan district | Greater Manchester | North West England       |
| E08000008 | 00BT     | Tameside                         | Metropolitan district | Greater Manchester | North West England       |
| E08000009 | 00BU     | Trafford                         | Metropolitan district | Greater Manchester | North West England       |
| E08000010 | 00BW     | Wigan                            | Metropolitan district | Greater Manchester | North West England       |
| E08000011 | 00BX     | Knowsley                         | Metropolitan district | Merseyside         | North West England       |
| E08000012 | 00BY     | Liverpool                        | Metropolitan district | Merseyside         | North West England       |
| E08000013 | 00BZ     | St Helens                        | Metropolitan district | Merseyside         | North West England       |
| E08000014 | 00CA     | Sefton                           | Metropolitan district | Merseyside         | North West England       |
| E08000015 | 00CB     | Wirral                           | Metropolitan district | Merseyside         | North West England       |
| E08000016 | 00CC     | Barnsley                         | Metropolitan district | South Yorkshire    | Yorkshire and the Humber |
| E08000017 | 00CE     | Doncaster                        | Metropolitan district | South Yorkshire    | Yorkshire and the Humber |
| E08000018 | 00CF     | Rotherham                        | Metropolitan district | South Yorkshire    | Yorkshire and the Humber |
| E08000019 | 00CG     | Sheffield                        | Metropolitan district | South Yorkshire    | Yorkshire and the Humber |
| E08000020 | 00CH     | Gateshead                        | Metropolitan district | Tyne and Wear      | North East England       |
| E08000021 | 00CJ     | Newcastle upon Tyne              | Metropolitan district | Tyne and Wear      | North East England       |
| E08000022 | 00CK     | North Tyneside                   | Metropolitan district | Tyne and Wear      | North East England       |
| E08000023 | 00CL     | South Tyneside                   | Metropolitan district | Tyne and Wear      | North East England       |
| E08000024 | 00CM     | Sunderland                       | Metropolitan district | Tyne and Wear      | North East England       |
| E08000025 | 00CN     | Birmingham                       | Metropolitan district | West Midlands      | West Midlands            |
| E08000026 | 00CQ     | Coventry                         | Metropolitan district | West Midlands      | West Midlands            |
| E08000027 | 00CR     | Dudley                           | Metropolitan district | West Midlands      | West Midlands            |
| E08000028 | 00CS     | Sandwell                         | Metropolitan district | West Midlands      | West Midlands            |
| E08000029 | 00CT     | Solihull                         | Metropolitan district | West Midlands      | West Midlands            |
| E08000030 | 00CU     | Walsall                          | Metropolitan district | West Midlands      | West Midlands            |
| E08000031 | 00CW     | Wolverhampton                    | Metropolitan district | West Midlands      | West Midlands            |
| E08000032 | 00CX     | Bradford                         | Metropolitan district | West Yorkshire     | Yorkshire and the Humber |
| E08000033 | 00CY     | Calderdale                       | Metropolitan district | West Yorkshire     | Yorkshire and the Humber |
| E08000034 | 00CZ     | Kirklees                         | Metropolitan district | West Yorkshire     | Yorkshire and the Humber |
| E08000035 | 00DA     | Leeds                            | Metropolitan district | West Yorkshire     | Yorkshire and the Humber |
| E08000036 | 00DB     | Wakefield                        | Metropolitan district | West Yorkshire     | Yorkshire and the Humber |
| E06000001 | 00EB     | Hartlepool                       | unitary               |                    | North East England       |
| E06000002 | 00EC     | Middlesbrough                    | unitary               |                    | North East England       |
| E06000003 | 00EE     | Redcar and Cleveland             | unitary               |                    | North East England       |
| E06000004 | 00EF     | Stockton-on-Tees                 | unitary               |                    | North East England       |
| E06000005 | 00EH     | Darlington                       | unitary               |                    | North East England       |
| E06000047 | 00EJ     | County Durham                    | unitary               |                    | North East England       |
| E06000048 | 00EM     | Northumberland                   | unitary               |                    | North East England       |
| E06000049 | 00EQ     | Cheshire East                    | unitary               |                    | North West England       |
| E06000006 | 00ET     | Halton                           | unitary               |                    | North West England       |
| E06000007 | 00EU     | Warrington                       | unitary               |                    | North West England       |
| E06000050 | 00EW     | Cheshire West and Chester        | unitary               |                    | North West England       |
| E06000008 | 00EX     | Blackburn with Darwen            | unitary               |                    | North West England       |
| E06000009 | 00EY     | Blackpool                        | unitary               |                    | North West England       |
| E06000010 | 00FA     | Kingston upon Hull               | unitary               |                    | Yorkshire and the Humber |
| E06000011 | 00FB     | East Riding of Yorkshire         | unitary               |                    | Yorkshire and the Humber |
| E06000012 | 00FC     | North East Lincolnshire          | unitary               |                    | Yorkshire and the Humber |
| E06000013 | 00FD     | North Lincolnshire               | unitary               |                    | Yorkshire and the Humber |
| E06000014 | 00FF     | York                             | unitary               |                    | Yorkshire and the Humber |
| E06000015 | 00FK     | Derby                            | unitary               |                    | East Midlands            |
| E06000016 | 00FN     | Leicester                        | unitary               |                    | East Midlands            |
| E06000017 | 00FP     | Rutland                          | unitary               |                    | East Midlands            |
| E06000018 | 00FY     | Nottingham                       | unitary               |                    | East Midlands            |
| E06000019 | 00GA     | Herefordshire                    | unitary               |                    | West Midlands            |
| E06000020 | 00GF     | Telford and Wrekin               | unitary               |                    | West Midlands            |
| E06000051 | 00GG     | Shropshire                       | unitary               |                    | West Midlands            |
| E06000021 | 00GL     | Stoke-on-Trent                   | unitary               |                    | West Midlands            |
| E06000022 | 00HA     | Bath and North East Somerset     | unitary               |                    | South West England       |
| E06000023 | 00HB     | Bristol                          | unitary               |                    | South West England       |
| E06000024 | 00HC     | North Somerset                   | unitary               |                    | South West England       |
| E06000025 | 00HD     | South Gloucestershire            | unitary               |                    | South West England       |
| E06000052 | 00HE     | Cornwall                         | unitary               |                    | South West England       |
| E06000053 | 00HF     | Isles of Scilly                  | unitary               |                    | South West England       |
| E06000026 | 00HG     | Plymouth                         | unitary               |                    | South West England       |
| E06000027 | 00HH     | Torbay                           | unitary               |                    | South West England       |
| E06000028 | 00HN     | Bournemouth                      | unitary               |                    | South West England       |
| E06000029 | 00HP     | Poole                            | unitary               |                    | South West England       |
| E06000030 | 00HX     | Swindon                          | unitary               |                    | South West England       |
| E06000054 | 00HY     | Wiltshire                        | unitary               |                    | South West England       |
| E06000031 | 00JA     | Peterborough                     | unitary               |                    | East of England          |
| E06000032 | 00KA     | Luton                            | unitary               |                    | East of England          |
| E06000055 | 00KB     | Bedford                          | unitary               |                    | East of England          |
| E06000056 | 00KC     | Central Bedfordshire             | unitary               |                    | East of England          |
| E06000033 | 00KF     | Southend-on-Sea                  | unitary               |                    | East of England          |
| E06000034 | 00KG     | Thurrock                         | unitary               |                    | East of England          |
| E06000035 | 00LC     | Medway                           | unitary               |                    | South East England       |
| E06000036 | 00MA     | Bracknell Forest                 | unitary               |                    | South East England       |
| E06000037 | 00MB     | West Berkshire                   | unitary               |                    | South East England       |
| E06000038 | 00MC     | Reading                          | unitary               |                    | South East England       |
| E06000039 | 00MD     | Slough                           | unitary               |                    | South East England       |
| E06000040 | 00ME     | Windsor and Maidenhead           | unitary               |                    | South East England       |
| E06000041 | 00MF     | Wokingham                        | unitary               |                    | South East England       |
| E06000042 | 00MG     | Milton Keynes                    | unitary               |                    | South East England       |
| E06000043 | 00ML     | Brighton and Hove                | unitary               |                    | South East England       |
| E06000044 | 00MR     | Portsmouth                       | unitary               |                    | South East England       |
| E06000045 | 00MS     | Southampton                      | unitary               |                    | South East England       |
| E06000046 | 00MW     | Isle of Wight                    | unitary               |                    | South East England       |
| W06000001 | 00NA     | Ynys Môn                         | W district            |                    | Wales                    |
| W06000002 | 00NC     | Gwynedd                          | W district            |                    | Wales                    |
| W06000003 | 00NE     | Conwy County Borough             | W district            |                    | Wales                    |
| W06000004 | 00NG     | Denbighshire                     | W district            |                    | Wales                    |
| W06000005 | 00NJ     | Flintshire                       | W district            |                    | Wales                    |
| W06000006 | 00NL     | Wrexham County Borough           | W district            |                    | Wales                    |
| W06000023 | 00NN     | Powys                            | W district            |                    | Wales                    |
| W06000008 | 00NQ     | Ceredigion                       | W district            |                    | Wales                    |
| W06000009 | 00NS     | Pembrokeshire                    | W district            |                    | Wales                    |
| W06000010 | 00NU     | Carmarthenshire                  | W district            |                    | Wales                    |
| W06000011 | 00NX     | City and County of Swansea       | W district            |                    | Wales                    |
| W06000012 | 00NZ     | Neath Port Talbot County Borough | W district            |                    | Wales                    |
| W06000013 | 00PB     | Bridgend County Borough          | W district            |                    | Wales                    |
| W06000014 | 00PD     | Vale of Glamorgan                | W district            |                    | Wales                    |
| W06000016 | 00PF     | Rhondda Cynon Taf                | W district            |                    | Wales                    |
| W06000024 | 00PH     | Merthyr Tydfil County Borough    | W district            |                    | Wales                    |
| W06000018 | 00PK     | Caerphilly County Borough        | W district            |                    | Wales                    |
| W06000019 | 00PL     | Blaenau Gwent County Borough     | W district            |                    | Wales                    |
| W06000020 | 00PM     | Torfaen                          | W district            |                    | Wales                    |
| W06000021 | 00PP     | Monmouthshire                    | W district            |                    | Wales                    |
| W06000022 | 00PR     | Newport                          | W district            |                    | Wales                    |
| W06000015 | 00PT     | Cardiff                          | W district            |                    | Wales                    |
| S12000033 | 00QA     | Aberdeen                         | Sc district           |                    | Schottland               |
| S12000034 | 00QB     | Aberdeenshire                    | Sc district           |                    | Schottland               |
| S12000041 | 00QC     | Angus                            | Sc district           |                    | Schottland               |
| S12000035 | 00QD     | Argyll and Bute                  | Sc district           |                    | Schottland               |
| S12000026 | 00QE     | Scottish Borders                 | Sc district           |                    | Schottland               |
| S12000005 | 00QF     | Clackmannanshire                 | Sc district           |                    | Schottland               |
| S12000039 | 00QG     | West Dunbartonshire              | Sc district           |                    | Schottland               |
| S12000006 | 00QH     | Dumfries and Galloway            | Sc district           |                    | Schottland               |
| S12000042 | 00QJ     | Dundee                           | Sc district           |                    | Schottland               |
| S12000008 | 00QK     | East Ayrshire                    | Sc district           |                    | Schottland               |
| S12000045 | 00QL     | East Dunbartonshire              | Sc district           |                    | Schottland               |
| S12000010 | 00QM     | East Lothian                     | Sc district           |                    | Schottland               |
| S12000011 | 00QN     | East Renfrewshire                | Sc district           |                    | Schottland               |
| S12000036 | 00QP     | Edinburgh                        | Sc district           |                    | Schottland               |
| S12000014 | 00QQ     | Falkirk                          | Sc district           |                    | Schottland               |
| S12000015 | 00QR     | Fife                             | Sc district           |                    | Schottland               |
| S12000046 | 00QS     | Glasgow                          | Sc district           |                    | Schottland               |
| S12000017 | 00QT     | Highland                         | Sc district           |                    | Schottland               |
| S12000018 | 00QU     | Inverclyde                       | Sc district           |                    | Schottland               |
| S12000019 | 00QW     | Midlothian                       | Sc district           |                    | Schottland               |
| S12000020 | 00QX     | Moray                            | Sc district           |                    | Schottland               |
| S12000021 | 00QY     | North Ayrshire                   | Sc district           |                    | Schottland               |
| S12000044 | 00QZ     | North Lanarkshire                | Sc district           |                    | Schottland               |
| S12000023 | 00RA     | Orkney Islands                   | Sc district           |                    | Schottland               |
| S12000024 | 00RB     | Perth and Kinross                | Sc district           |                    | Schottland               |
| S12000038 | 00RC     | Renfrewshire                     | Sc district           |                    | Schottland               |
| S12000027 | 00RD     | Shetland Islands                 | Sc district           |                    | Schottland               |
| S12000028 | 00RE     | South Ayrshire                   | Sc district           |                    | Schottland               |
| S12000029 | 00RF     | South Lanarkshire                | Sc district           |                    | Schottland               |
| S12000030 | 00RG     | Stirling                         | Sc district           |                    | Schottland               |
| S12000040 | 00RH     | West Lothian                     | Sc district           |                    | Schottland               |
| S12000013 | 00RJ     | Eileanan an lar (Western Isles)  | Sc district           |                    | Schottland               |
| E10000002 | 11       | Buckinghamshire                  | county                | Buckinghamshire    | South East England       |
| E07000004 | 11UB     | Aylesbury Vale                   | district              | Buckinghamshire    | South East England       |
| E07000005 | 11UC     | Chiltern                         | district              | Buckinghamshire    | South East England       |
| E07000006 | 11UE     | South Bucks                      | district              | Buckinghamshire    | South East England       |
| E07000007 | 11UF     | Wycombe                          | district              | Buckinghamshire    | South East England       |
| E10000003 | 12       | Cambridgeshire                   | county                | Cambridgeshire     | East of England          |
| E07000008 | 12UB     | Cambridge                        | district              | Cambridgeshire     | East of England          |
| E07000009 | 12UC     | East Cambridgeshire              | district              | Cambridgeshire     | East of England          |
| E07000010 | 12UD     | Fenland                          | district              | Cambridgeshire     | East of England          |
| E07000011 | 12UE     | Huntingdonshire                  | district              | Cambridgeshire     | East of England          |
| E07000012 | 12UG     | South Cambridgeshire             | district              | Cambridgeshire     | East of England          |
| E10000006 | 16       | Cumbria                          | county                | Cumbria            | North West England       |
| E07000026 | 16UB     | Allerdale                        | district              | Cumbria            | North West England       |
| E07000027 | 16UC     | Barrow-in-Furness                | district              | Cumbria            | North West England       |
| E07000028 | 16UD     | Carlisle                         | district              | Cumbria            | North West England       |
| E07000029 | 16UE     | Copeland                         | district              | Cumbria            | North West England       |
| E07000030 | 16UF     | Eden                             | district              | Cumbria            | North West England       |
| E07000031 | 16UG     | South Lakeland                   | district              | Cumbria            | North West England       |
| E10000007 | 17       | Derbyshire                       | county                | Derbyshire         | East Midlands            |
| E07000032 | 17UB     | Amber Valley                     | district              | Derbyshire         | East Midlands            |
| E07000033 | 17UC     | Bolsover                         | district              | Derbyshire         | East Midlands            |
| E07000034 | 17UD     | Chesterfield                     | district              | Derbyshire         | East Midlands            |
| E07000035 | 17UF     | Derbyshire Dales                 | district              | Derbyshire         | East Midlands            |
| E07000036 | 17UG     | Erewash                          | district              | Derbyshire         | East Midlands            |
| E07000037 | 17UH     | High Peak                        | district              | Derbyshire         | East Midlands            |
| E07000038 | 17UJ     | North East Derbyshire            | district              | Derbyshire         | East Midlands            |
| E07000039 | 17UK     | South Derbyshire                 | district              | Derbyshire         | East Midlands            |
| E10000008 | 18       | Devon                            | county                | Devon              | South West England       |
| E07000040 | 18UB     | East Devon                       | district              | Devon              | South West England       |
| E07000041 | 18UC     | Exeter                           | district              | Devon              | South West England       |
| E07000042 | 18UD     | Mid Devon                        | district              | Devon              | South West England       |
| E07000043 | 18UE     | North Devon                      | district              | Devon              | South West England       |
| E07000044 | 18UG     | South Hams                       | district              | Devon              | South West England       |
| E07000045 | 18UH     | Teignbridge                      | district              | Devon              | South West England       |
| E07000046 | 18UK     | Torridge                         | district              | Devon              | South West England       |
| E07000047 | 18UL     | West Devon                       | district              | Devon              | South West England       |
| E10000009 | 19       | Dorset                           | county                | Dorset             | South West England       |
| E07000048 | 19UC     | Christchurch                     | district              | Dorset             | South West England       |
| E07000049 | 19UD     | East Dorset                      | district              | Dorset             | South West England       |
| E07000050 | 19UE     | North Dorset                     | district              | Dorset             | South West England       |
| E07000051 | 19UG     | Purbeck                          | district              | Dorset             | South West England       |
| E07000052 | 19UH     | West Dorset                      | district              | Dorset             | South West England       |
| E07000053 | 19UJ     | Weymouth and Portland            | district              | Dorset             | South West England       |
| E10000011 | 21       | East Sussex                      | county                | East Sussex        | South East England       |
| E07000061 | 21UC     | Eastbourne                       | district              | East Sussex        | South East England       |
| E07000062 | 21UD     | Hastings                         | district              | East Sussex        | South East England       |
| E07000063 | 21UF     | Lewes                            | district              | East Sussex        | South East England       |
| E07000064 | 21UG     | Rother                           | district              | East Sussex        | South East England       |
| E07000065 | 21UH     | Wealden                          | district              | East Sussex        | South East England       |
| E10000012 | 22       | Essex                            | county                | Essex              | East of England          |
| E07000066 | 22UB     | Basildon                         | district              | Essex              | East of England          |
| E07000067 | 22UC     | Braintree                        | district              | Essex              | East of England          |
| E07000068 | 22UD     | Brentwood                        | district              | Essex              | East of England          |
| E07000069 | 22UE     | Castle Point                     | district              | Essex              | East of England          |
| E07000070 | 22UF     | Chelmsford                       | district              | Essex              | East of England          |
| E07000071 | 22UG     | Colchester                       | district              | Essex              | East of England          |
| E07000072 | 22UH     | Epping Forest                    | district              | Essex              | East of England          |
| E07000073 | 22UJ     | Harlow                           | district              | Essex              | East of England          |
| E07000074 | 22UK     | Maldon                           | district              | Essex              | East of England          |
| E07000075 | 22UL     | Rochford                         | district              | Essex              | East of England          |
| E07000076 | 22UN     | Tendring                         | district              | Essex              | East of England          |
| E07000077 | 22UQ     | Uttlesford                       | district              | Essex              | East of England          |
| E10000013 | 23       | Gloucestershire                  | county                | Gloucestershire    | South West England       |
| E07000078 | 23UB     | Cheltenham                       | district              | Gloucestershire    | South West England       |
| E07000079 | 23UC     | Cotswold                         | district              | Gloucestershire    | South West England       |
| E07000080 | 23UD     | Forest of Dean                   | district              | Gloucestershire    | South West England       |
| E07000081 | 23UE     | Gloucester                       | district              | Gloucestershire    | South West England       |
| E07000082 | 23UF     | Stroud                           | district              | Gloucestershire    | South West England       |
| E07000083 | 23UG     | Tewkesbury                       | district              | Gloucestershire    | South West England       |
| E10000014 | 24       | Hampshire                        | county                | Hampshire          | South East England       |
| E07000084 | 24UB     | Basingstoke and Deane            | district              | Hampshire          | South East England       |
| E07000085 | 24UC     | East Hampshire                   | district              | Hampshire          | South East England       |
| E07000086 | 24UD     | Eastleigh                        | district              | Hampshire          | South East England       |
| E07000087 | 24UE     | Fareham                          | district              | Hampshire          | South East England       |
| E07000088 | 24UF     | Gosport                          | district              | Hampshire          | South East England       |
| E07000089 | 24UG     | Hart                             | district              | Hampshire          | South East England       |
| E07000090 | 24UH     | Havant                           | district              | Hampshire          | South East England       |
| E07000091 | 24UJ     | New Forest                       | district              | Hampshire          | South East England       |
| E07000092 | 24UL     | Rushmoor                         | district              | Hampshire          | South East England       |
| E07000093 | 24UN     | Test Valley                      | district              | Hampshire          | South East England       |
| E07000094 | 24UP     | Winchester                       | district              | Hampshire          | South East England       |
| E10000015 | 26       | Hertfordshire                    | county                | Hertfordshire      | East of England          |
| E07000095 | 26UB     | Broxbourne                       | district              | Hertfordshire      | East of England          |
| E07000096 | 26UC     | Dacorum                          | district              | Hertfordshire      | East of England          |
| E07000242 | 26UD     | East Hertfordshire               | district              | Hertfordshire      | East of England          |
| E07000098 | 26UE     | Hertsmere                        | district              | Hertfordshire      | East of England          |
| E07000099 | 26UF     | North Hertfordshire              | district              | Hertfordshire      | East of England          |
| E07000100 | 26UG     | St Albans                        | district              | Hertfordshire      | East of England          |
| E07000243 | 26UH     | Stevenage                        | district              | Hertfordshire      | East of England          |
| E07000102 | 26UJ     | Three Rivers                     | district              | Hertfordshire      | East of England          |
| E07000103 | 26UK     | Watford                          | district              | Hertfordshire      | East of England          |
| E07000104 | 26UL     | Welwyn Hatfield                  | district              | Hertfordshire      | East of England          |
| E10000016 | 29       | Kent                             | county                | Kent               | South East England       |
| E07000105 | 29UB     | Ashford                          | district              | Kent               | South East England       |
| E07000106 | 29UC     | Canterbury                       | district              | Kent               | South East England       |
| E07000107 | 29UD     | Dartford                         | district              | Kent               | South East England       |
| E07000108 | 29UE     | Dover                            | district              | Kent               | South East England       |
| E07000112 | 29UL     | Folkestone and Hythe             | district              | Kent               | South East England       |
| E07000109 | 29UG     | Gravesham                        | district              | Kent               | South East England       |
| E07000110 | 29UH     | Maidstone                        | district              | Kent               | South East England       |
| E07000111 | 29UK     | Sevenoaks                        | district              | Kent               | South East England       |
| E07000113 | 29UM     | Swale                            | district              | Kent               | South East England       |
| E07000114 | 29UN     | Thanet                           | district              | Kent               | South East England       |
| E07000115 | 29UP     | Tonbridge and Malling            | district              | Kent               | South East England       |
| E07000116 | 29UQ     | Tunbridge Wells                  | district              | Kent               | South East England       |
| E11000001 | 2A       | Greater Manchester               | met county            | Greater Manchester | North West England       |
| E11000002 | 2B       | Merseyside                       | met county            | Merseyside         | North West England       |
| E11000003 | 2C       | South Yorkshire                  | met county            | South Yorkshire    | Yorkshire and the Humber |
| E11000004 | 2D       | Tyne and Wear                    | met county            | Tyne and Wear      | North East England       |
| E11000005 | 2E       | West Midlands                    | met county            | West Midlands      | West Midlands            |
| E11000006 | 2F       | West Yorkshire                   | met county            | West Yorkshire     | Yorkshire and the Humber |
| E10000017 | 30       | Lancashire                       | county                | Lancashire         | North West England       |
| E07000117 | 30UD     | Burnley                          | district              | Lancashire         | North West England       |
| E07000118 | 30UE     | Chorley                          | district              | Lancashire         | North West England       |
| E07000119 | 30UF     | Fylde                            | district              | Lancashire         | North West England       |
| E07000120 | 30UG     | Hyndburn                         | district              | Lancashire         | North West England       |
| E07000121 | 30UH     | Lancaster                        | district              | Lancashire         | North West England       |
| E07000122 | 30UJ     | Pendle                           | district              | Lancashire         | North West England       |
| E07000123 | 30UK     | Preston                          | district              | Lancashire         | North West England       |
| E07000124 | 30UL     | Ribble Valley                    | district              | Lancashire         | North West England       |
| E07000125 | 30UM     | Rossendale                       | district              | Lancashire         | North West England       |
| E07000126 | 30UN     | South Ribble                     | district              | Lancashire         | North West England       |
| E07000127 | 30UP     | West Lancashire                  | district              | Lancashire         | North West England       |
| E07000128 | 30UQ     | Wyre                             | district              | Lancashire         | North West England       |
| E10000018 | 31       | Leicestershire                   | county                | Leicestershire     | East Midlands            |
| E07000129 | 31UB     | Blaby                            | district              | Leicestershire     | East Midlands            |
| E07000130 | 31UC     | Charnwood                        | district              | Leicestershire     | East Midlands            |
| E07000131 | 31UD     | Harborough                       | district              | Leicestershire     | East Midlands            |
| E07000132 | 31UE     | Hinckley and Bosworth            | district              | Leicestershire     | East Midlands            |
| E07000133 | 31UG     | Melton                           | district              | Leicestershire     | East Midlands            |
| E07000134 | 31UH     | North West Leicestershire        | district              | Leicestershire     | East Midlands            |
| E07000135 | 31UJ     | Oadby and Wigston                | district              | Leicestershire     | East Midlands            |
| E10000019 | 32       | Lincolnshire                     | county                | Lincolnshire       | East Midlands            |
| E07000136 | 32UB     | Boston                           | district              | Lincolnshire       | East Midlands            |
| E07000137 | 32UC     | East Lindsey                     | district              | Lincolnshire       | East Midlands            |
| E07000138 | 32UD     | Lincoln                          | district              | Lincolnshire       | East Midlands            |
| E07000139 | 32UE     | North Kesteven                   | district              | Lincolnshire       | East Midlands            |
| E07000140 | 32UF     | South Holland                    | district              | Lincolnshire       | East Midlands            |
| E07000141 | 32UG     | South Kesteven                   | district              | Lincolnshire       | East Midlands            |
| E07000142 | 32UH     | West Lindsey                     | district              | Lincolnshire       | East Midlands            |
| E10000020 | 33       | Norfolk                          | county                | Norfolk            | East of England          |
| E07000143 | 33UB     | Breckland                        | district              | Norfolk            | East of England          |
| E07000144 | 33UC     | Broadland                        | district              | Norfolk            | East of England          |
| E07000145 | 33UD     | Great Yarmouth                   | district              | Norfolk            | East of England          |
| E07000146 | 33UE     | King’s Lynn and West Norfolk     | district              | Norfolk            | East of England          |
| E07000147 | 33UF     | North Norfolk                    | district              | Norfolk            | East of England          |
| E07000148 | 33UG     | Norwich                          | district              | Norfolk            | East of England          |
| E07000149 | 33UH     | South Norfolk                    | district              | Norfolk            | East of England          |
| E10000021 | 34       | Northamptonshire                 | county                | Northamptonshire   | East Midlands            |
| E07000150 | 34UB     | Corby                            | district              | Northamptonshire   | East Midlands            |
| E07000151 | 34UC     | Daventry                         | district              | Northamptonshire   | East Midlands            |
| E07000152 | 34UD     | East Northamptonshire            | district              | Northamptonshire   | East Midlands            |
| E07000153 | 34UE     | Kettering                        | district              | Northamptonshire   | East Midlands            |
| E07000154 | 34UF     | Northampton                      | district              | Northamptonshire   | East Midlands            |
| E07000155 | 34UG     | South Northamptonshire           | district              | Northamptonshire   | East Midlands            |
| E07000156 | 34UH     | Wellingborough                   | district              | Northamptonshire   | East Midlands            |
| E10000023 | 36       | North Yorkshire                  | county                | North Yorkshire    | Yorkshire and the Humber |
| E07000163 | 36UB     | Craven                           | district              | North Yorkshire    | Yorkshire and the Humber |
| E07000164 | 36UC     | Hambleton                        | district              | North Yorkshire    | Yorkshire and the Humber |
| E07000165 | 36UD     | Harrogate                        | district              | North Yorkshire    | Yorkshire and the Humber |
| E07000166 | 36UE     | Richmondshire                    | district              | North Yorkshire    | Yorkshire and the Humber |
| E07000167 | 36UF     | Ryedale                          | district              | North Yorkshire    | Yorkshire and the Humber |
| E07000168 | 36UG     | Scarborough                      | district              | North Yorkshire    | Yorkshire and the Humber |
| E07000169 | 36UH     | Selby                            | district              | North Yorkshire    | Yorkshire and the Humber |
| E10000024 | 37       | Nottinghamshire                  | county                | Nottinghamshire    | East Midlands            |
| E07000170 | 37UB     | Ashfield                         | district              | Nottinghamshire    | East Midlands            |
| E07000171 | 37UC     | Bassetlaw                        | district              | Nottinghamshire    | East Midlands            |
| E07000172 | 37UD     | Broxtowe                         | district              | Nottinghamshire    | East Midlands            |
| E07000173 | 37UE     | Gedling                          | district              | Nottinghamshire    | East Midlands            |
| E07000174 | 37UF     | Mansfield                        | district              | Nottinghamshire    | East Midlands            |
| E07000175 | 37UG     | Newark and Sherwood              | district              | Nottinghamshire    | East Midlands            |
| E07000176 | 37UJ     | Rushcliffe                       | district              | Nottinghamshire    | East Midlands            |
| E10000025 | 38       | Oxfordshire                      | county                | Oxfordshire        | South East England       |
| E07000177 | 38UB     | Cherwell                         | district              | Oxfordshire        | South East England       |
| E07000178 | 38UC     | Oxford                           | district              | Oxfordshire        | South East England       |
| E07000179 | 38UD     | South Oxfordshire                | district              | Oxfordshire        | South East England       |
| E07000180 | 38UE     | Vale of White Horse              | district              | Oxfordshire        | South East England       |
| E07000181 | 38UF     | West Oxfordshire                 | district              | Oxfordshire        | South East England       |
| E10000027 | 40       | Somerset                         | county                | Somerset           | South West England       |
| E07000187 | 40UB     | Mendip                           | district              | Somerset           | South West England       |
| E07000188 | 40UC     | Sedgemoor                        | district              | Somerset           | South West England       |
| E07000189 | 40UD     | South Somerset                   | district              | Somerset           | South West England       |
| E07000190 | 40UE     | Taunton Deane                    | district              | Somerset           | South West England       |
| E07000191 | 40UF     | West Somerset                    | district              | Somerset           | South West England       |
| E10000028 | 41       | Staffordshire                    | county                | Staffordshire      | West Midlands            |
| E07000192 | 41UB     | Cannock Chase                    | district              | Staffordshire      | West Midlands            |
| E07000193 | 41UC     | East Staffordshire               | district              | Staffordshire      | West Midlands            |
| E07000194 | 41UD     | Lichfield                        | district              | Staffordshire      | West Midlands            |
| E07000195 | 41UE     | Newcastle-under-Lyme             | district              | Staffordshire      | West Midlands            |
| E07000196 | 41UF     | South Staffordshire              | district              | Staffordshire      | West Midlands            |
| E07000197 | 41UG     | Stafford                         | district              | Staffordshire      | West Midlands            |
| E07000198 | 41UH     | Staffordshire Moorlands          | district              | Staffordshire      | West Midlands            |
| E07000199 | 41UK     | Tamworth                         | district              | Staffordshire      | West Midlands            |
| E10000029 | 42       | Suffolk                          | county                | Suffolk            | East of England          |
| E07000200 | 42UB     | Babergh                          | district              | Suffolk            | East of England          |
| E07000201 | 42UC     | Forest Heath                     | district              | Suffolk            | East of England          |
| E07000202 | 42UD     | Ipswich                          | district              | Suffolk            | East of England          |
| E07000203 | 42UE     | Mid Suffolk                      | district              | Suffolk            | East of England          |
| E07000204 | 42UF     | St Edmundsbury                   | district              | Suffolk            | East of England          |
| E07000205 | 42UG     | Suffolk Coastal                  | district              | Suffolk            | East of England          |
| E07000206 | 42UH     | Waveney                          | district              | Suffolk            | East of England          |
| E10000030 | 43       | Surrey                           | county                | Surrey             | South East England       |
| E07000207 | 43UB     | Elmbridge                        | district              | Surrey             | South East England       |
| E07000208 | 43UC     | Epsom and Ewell                  | district              | Surrey             | South East England       |
| E07000209 | 43UD     | Guildford                        | district              | Surrey             | South East England       |
| E07000210 | 43UE     | Mole Valley                      | district              | Surrey             | South East England       |
| E07000211 | 43UF     | Reigate and Banstead             | district              | Surrey             | South East England       |
| E07000212 | 43UG     | Runnymede                        | district              | Surrey             | South East England       |
| E07000213 | 43UH     | Spelthorne                       | district              | Surrey             | South East England       |
| E07000214 | 43UJ     | Surrey Heath                     | district              | Surrey             | South East England       |
| E07000215 | 43UK     | Tandridge                        | district              | Surrey             | South East England       |
| E07000216 | 43UL     | Waverley                         | district              | Surrey             | South East England       |
| E07000217 | 43UM     | Woking                           | district              | Surrey             | South East England       |
| E10000031 | 44       | Warwickshire                     | county                | Warwickshire       | West Midlands            |
| E07000218 | 44UB     | North Warwickshire               | district              | Warwickshire       | West Midlands            |
| E07000219 | 44UC     | Nuneaton and Bedworth            | district              | Warwickshire       | West Midlands            |
| E07000220 | 44UD     | Rugby                            | district              | Warwickshire       | West Midlands            |
| E07000221 | 44UE     | Stratford-on-Avon                | district              | Warwickshire       | West Midlands            |
| E07000222 | 44UF     | Warwick                          | district              | Warwickshire       | West Midlands            |
| E10000032 | 45       | West Sussex                      | county                | West Sussex        | South East England       |
| E07000223 | 45UB     | Adur                             | district              | West Sussex        | South East England       |
| E07000224 | 45UC     | Arun                             | district              | West Sussex        | South East England       |
| E07000225 | 45UD     | Chichester                       | district              | West Sussex        | South East England       |
| E07000226 | 45UE     | Crawley                          | district              | West Sussex        | South East England       |
| E07000227 | 45UF     | Horsham                          | district              | West Sussex        | South East England       |
| E07000228 | 45UG     | Mid Sussex                       | district              | West Sussex        | South East England       |
| E07000229 | 45UH     | Worthing                         | district              | West Sussex        | South East England       |
| E10000034 | 47       | Worcestershire                   | county                | Worcestershire     | West Midlands            |
| E07000234 | 47UB     | Bromsgrove                       | district              | Worcestershire     | West Midlands            |
| E07000235 | 47UC     | Malvern Hills                    | district              | Worcestershire     | West Midlands            |
| E07000236 | 47UD     | Redditch                         | district              | Worcestershire     | West Midlands            |
| E07000237 | 47UE     | Worcester                        | district              | Worcestershire     | West Midlands            |
| E07000238 | 47UF     | Wychavon                         | district              | Worcestershire     | West Midlands            |
| E07000239 | 47UG     | Wyre Forest                      | district              | Worcestershire     | West Midlands            |
| –         | 95A      | Derry                            | NI district           |                    | Nordirland               |
| –         | 95B      | Limavady                         | NI district           |                    | Nordirland               |
| –         | 95C      | Coleraine                        | NI district           |                    | Nordirland               |
| –         | 95D      | Ballymoney                       | NI district           |                    | Nordirland               |
| –         | 95E      | Moyle                            | NI district           |                    | Nordirland               |
| –         | 95F      | Larne                            | NI district           |                    | Nordirland               |
| –         | 95G      | Ballymena                        | NI district           |                    | Nordirland               |
| –         | 95H      | Magherafelt                      | NI district           |                    | Nordirland               |
| –         | 95I      | Cookstown                        | NI district           |                    | Nordirland               |
| –         | 95J      | Strabane                         | NI district           |                    | Nordirland               |
| –         | 95K      | Omagh                            | NI district           |                    | Nordirland               |
| –         | 95L      | Fermanagh                        | NI district           |                    | Nordirland               |
| –         | 95M      | Dungannon and South Tyrone       | NI district           |                    | Nordirland               |
| –         | 95N      | Craigavon                        | NI district           |                    | Nordirland               |
| –         | 95O      | Armagh                           | NI district           |                    | Nordirland               |
| –         | 95P      | Newry and Mourne                 | NI district           |                    | Nordirland               |
| –         | 95Q      | Banbridge                        | NI district           |                    | Nordirland               |
| –         | 95R      | Down                             | NI district           |                    | Nordirland               |
| –         | 95S      | Lisburn                          | NI district           |                    | Nordirland               |
| –         | 95T      | Antrim                           | NI district           |                    | Nordirland               |
| –         | 95U      | Newtownabbey                     | NI district           |                    | Nordirland               |
| –         | 95V      | Carrickfergus                    | NI district           |                    | Nordirland               |
| –         | 95W      | North Down                       | NI district           |                    | Nordirland               |
| –         | 95X      | Ards                             | NI district           |                    | Nordirland               |
| –         | 95Y      | Castlereagh                      | NI district           |                    | Nordirland               |
| –         | 95Z      | Belfast                          | NI district           |                    | Nordirland               |
| E12000001 | A        | North East England region        | region                |                    | North East England       |
| E12000002 | B        | North West England region        | region                |                    | North West England       |
| E12000003 | D        | Yorkshire and the Humber region  | region                |                    | Yorkshire and the Humber |
| E12000004 | E        | East Midlands region             | region                |                    | East Midlands            |
| E12000005 | F        | West Midlands region             | region                |                    | West Midlands            |
| E12000006 | G        | East of England region           | region                |                    | East of England          |
| E12000007 | H        | Greater London                   | region                |                    | London                   |
| E12000008 | J        | South East England region        | region                |                    | South East England       |
| E12000009 | K        | South West England region        | region                |                    | South West England       |
| E92000001 |          | England                          | country               |                    |                          |
| K02000001 |          | United Kingdom                   | cross border area     |                    |                          |
| K03000001 |          | Great Britain                    | cross border area     |                    |                          |
| K04000001 |          | England and Wales                | cross border area     |                    |                          |
| N92000002 |          | Northern Ireland                 | country               |                    | Nordirland               |
| S92000003 |          | Scotland                         | country               |                    | Schottland               |
| W92000004 |          | Wales                            | country               |                    | Wales                    |